# Fosdrin
Fosdrin è un organofosfato usato come pesticida e insetticida, un inibitore della colinesterasi. Inibisce l'azione dell'acetilcolinesterasi, interferendo con l'azione dei neurotrasmettitori dell'acetilcolina sulle sinapsi nervose e sulle giunzioni neuromuscolari.
L'elevata affinità di legare e inibire l'acetilcolinesterasi interferisce con l'inattivazione dell'acetilcolina nei recettori nicotinici e muscarinici. È tossico e in caso di ingestione può causare dolori addominali, sudorazione, nausea, vomito, agitazione, bradicardia e persino coma.
Altri nomi commerciali dello stesso composto sono: Mevinfos, Mevidrin, Apavinfos, Menite, Durafos.
Il suo uso è stato bandito dalla Comunità Europea.